# María Julia Bertotto
María Julia Bertotto (Buenos Aires, 21 de septiembre de 1938) es una escenógrafa y vestuarista argentina. Posee una larga trayectoria en el cine, televisión y teatro de su país. Su madre fue la actriz María del Río y su abuela la actriz Iris Martorell. Es viuda de José Pablo Feinmann.

## Biografía
En la Facultad de Arquitectura de la Universidad de Buenos Aires, estudió arquitectura sin llegar a completar la carrera. También estudió escenografía en el Instituto de Teatro de la misma institución.
Trabajó profesionalmente desde 1965 como escenógrafa y vestuarista de teatro, ópera y ballet en 130 obras, aproximadamente. Desde 1967 también lo hizo en cine en las mismas funciones, así como en la dirección de arte. Es profesora titular de Dirección de Arte en la carrera de Diseño, Imagen y Sonido de la Universidad de Buenos Aires (1992-93). Dictó numerosos seminarios y conferencias en el país y el exterior y fue jurado en los festivales cinematográficos internacionales de Venecia, La Habana y Valladolid, entre otros, así como en festivales nacionales. Desde 2005 fue miembro del Directorio del Fondo Nacional de las Artes en las áreas de Teatro, Danza y Medios Audiovisuales. 
Luego de un primer matrimonio que finalizó en divorcio, se casó a fines de los '80 con el filósofo y escritor José Pablo Feinmann.

## Premios
Premio Konex
- De Platino – Escenografía en 2001
- Diploma al Mérito – Escenografía en 2011

Premio Cóndor de Plata
- En 1981
- En 1999 por El mismo amor, la misma lluvia

Premio ACE
- En 1994

Premio Trinidad Guevara
- En 1967
- En 1997

Premio Florencio Sánchez
- En 1994
- En 1997

Premio María Guerrero
- En 1989
- En 1994
- En 1999

Premio Argentores
- En 2003

Teatro Maipo
- Reconocimiento a su Trayectoria en  2008

## Filmografía
Escenografía
- Las pirañas o La boutique (1967)
- Los taitas (mediometraje) (1968)
- La flor de la mafia (1974)
- Más allá del sol (1975)
- La noche del hurto (1976)
- Brigada en acción (1977)
- El divorcio está de moda (de común acuerdo) (1978)
- Contragolpe (1979)
- Los superagentes contra todos (1980)
- De la misteriosa Buenos Aires (1981)
- Reina salvaje  (1984)
- La muerte blanca (1985)
- Amazonas (Inédita en Argentina, 1986)
- La noche de los lápices (1986)
- Eterna sonrisa de New Jersey (Inédita en Argentina, 1989)
- Cuatro caras para Victoria (1992. Producción 1988/1989)
- El censor (1995)

Dirección de arte
- Tango Bar (1989)
- Siempre es difícil volver a casa (1992)
- Momentos robados (1997)
- Yepeto (1999)
- El mismo amor, la misma lluvia (1999)
- Carne sobre carne (2007)

Ambientación
- Las pirañas o La boutique (1967)
- Los vampiros los prefieren gorditos (1974)
- No habrá más penas ni olvido (1983)

Vestuario
- Los taitas (mediometraje) (1968)
- Argentino hasta la muerte (1971)
- La Patagonia rebelde (1974)
- La flor de la mafia (1974)
- Los vampiros los prefieren gorditos (1974)
- Difunta Correa (1975)
- El muerto (1975)
- La noche del hurto (1976)
- Hay que parar la delantera (1977)
- Los viernes de la eternidad (1981)
- Kain, del planeta oscuro (Inédita en Argentina, 1983)
- No habrá más penas ni olvido (1983)
- El último guerrero (1983)
- El guerrero y la hechicera (1984)
- La muerte blanca (1985)
- El cazador de la muerte (Inédita en Argentina, 1985)
- Amazonas (Inédita en Argentina, 1986)
- La Noche de los Lápices (1986)
- La peste (1992)
- El censor (1995)

## Teatro
- Tango ruso (Vestuarista, Escenógrafa)
- Perla (Vestuarista, Ambientadora)
- Miguel Angel Zotto es Buenos Aires (Diseñadora de vestuario)
- La Señorita de Tacna (Diseñadora de vestuario)
- Rapsodia provinciana (Vestuarista, Escenógrafa)
- El cerco de Leningrado (Vestuarista, Escenógrafa)
- La hora pico (Vestuarista, Escenógrafa)
- Abue, doble historia de amor (Vestuarista, Escenógrafa)
- Vita y Virginia (Vestuarista, Escenógrafa)
- Volpone (Vestuarista, Escenógrafa)
- Confesiones de una sirvienta (Vestuarista)
- Real envido (Vestuarista)[2]